# Toonklasse
In de muziektheorie is een toonklasse (Engels: pitch-class) een  verzameling (het totaal) van tonen die onderling een veelvoud van een octaaf verschillen. Door de toonklassen te beschouwen worden als het ware alle tonen teruggebracht tot binnen één octaaf.
De toonklasse die de stamtoon C bevat, kortweg de toonklasse van C genoemd, is dus
{..., C−2, C−1, C0, C1, C2, C3 ...}
Soms gaat men nog verder door alle tonen die bij het klinken een veelvoud van een octaaf verschillen tot dezelfde toonklasse te rekenen. In de gelijkzwevende stemming bevat de toonklasse van C dan ook de tonen Bis en Deses doorheen alle octaven. Het gehele toonmateriaal is dan gereduceerd tot 12 toonklassen. Deze 12 toonklassen worden wel genummerd met de nummers 0 voor de toonklasse van C, tot en met 11 voor de toonklasse van B.

## Ordening
Toonklassen worden geordend gedacht volgens de toonhoogten van de tonen uit het groot-octaaf. Zo is de toonklasse van C lager dan de toonklasse van F.